# 眞嶋優
眞嶋 優（ましま ゆう、1997年8月30日 - ）は、日本の女優、元子役。NEWSエンターテインメント・スクールを経て東宝芸能に所属していたが、現在はソニー・ミュージックアーティスツ所属。群馬県渋川市出身、埼玉県浦和市（現:さいたま市浦和区）で育つ。成城大学卒業。
フリースタイルフットボールアンバサダー。EAスポーツ FIFAシリーズ FIFAモバイル公認プレイヤー。

## 略歴・人物
特技はサッカー、フリースタイルフットボール、リフティング（1000回以上）と英会話。
サッカーは3歳から始め、浦和レッドダイヤモンズが運営する浦和レッズハートフルクラブのサッカースクールに通っていた。中学校は女子サッカー部のある学校を受験し進学したが、サッカー以外の趣味も持つため5歳でダンスを始め、ダンス、歌、芝居を学べる子役スクールに通い始めて、女優業を続ける上では日焼けや怪我が支障となることから1年でサッカー部を離れた。大学生の頃から特技としてリフティングの練習を始め、技術を生かして2016年から日本フリースタイルフットボール協会（JFFA）公認フリースタイルフットボールアンバサダーとしても活動を開始。自身もプレイヤーとして活動する。Instagramの動画総再生数は、1,200万回を超える（2022年1月25日時点）。リフティングのコツは「無心」。『キャプテン翼〜たたかえドリームチーム〜』（2018年）のCMでパフォーマンスを披露した。2019年3月3日配信『7.2 新しい別の窓』（AbemaTV AbemaSPECIAL2チャンネル）で行われた「第1回全日本バズり大賞」ではRyu Tricksと組んで満点合格。JFA公認指導者ライセンス（C級）およびサッカー審判員（4級）の資格も有し、熱心な浦和レッズサポーターとしても知られる。
成城学園中学校高等学校、成城大学卒業。中学、高校と成績で学年トップを取り、入学式では生徒代表の挨拶も務めた。医師である父の影響から高校では理系コースに進み推薦で医学部への進学も可能だったが、どっちつかずになるとの危惧から医学部進学を捨てて女優の道を選択した。
群馬県渋川市の出身で、2018年7月開催の第35回渋川へそ祭りにおいて「日本のまんなか しぶかわ観光大使」の委嘱を受け、同市のPRに努めている。

## 出演

### テレビドラマ
- 連続テレビ小説 天花 第55話 - 最終話（2004年5月31日 - 9月25日、NHK） - 正木綾乃 役
- 超星神グランセイザー 第37話（2004年6月19日、テレビ東京） - マユ 役
- 紅の紋章 第2話（2006年10月3日、東海テレビ・フジテレビ系） - 三枝純子（幼少期）役
- 勉強していたい!（2007年8月18日 - 9月1日、NHK総合） - 辻本未来 役
- 名前をなくした女神 第2話・第10話（2011年4月19日・6月14日、フジテレビ） - 秋山侑子（中学時代：関口侑子）役
- 新春ドラマ特別企画 三匹のおっさんスペシャル（2018年1月2日、テレビ東京）
- 三島由紀夫 命売ります 第6話（2018年2月17日、BSジャパン） - ヤンキー 役
- マジムリ学園 第1話・第2話、第6話・第7話、第9話（2018年7月26日・8月2日、8月30日・9月6日、9月20日、日本テレビ） - 生徒会メンバー 役
- ラジエーションハウス〜放射線科の診断レポート〜 第4話（2019年4月29日、フジテレビ） - 恭子 役
- 騎士竜戦隊リュウソウジャー 第20話（2019年8月4日、テレビ朝日） - 夏美 役
- 磯野家の人々〜20年後のサザエさん〜（2019年11月24日、フジテレビ）
- 日曜プライム 法医学教室の事件ファイル47 30周年記念スペシャル（2020年5月24日、テレビ朝日） - 戸倉真知子（高校時代） 役
- ドラマ特区 ラブファントム（2021年5月14日-7月16日） - 井上春香役
- 純喫茶に恋をして 第17話（2021年6月26日） - 飯島美穂役（ゲスト）
- treatment『恋するゆうれい』（2023年6月6日・13日、TOKYO MX1） - 緒川由奈役[21]
- 仮面ライダーガヴ 第17話（2025年1月5日、テレビ朝日） - 映画俳優 役

### 配信ドラマ
- Huluオリジナル マイルノビッチ（2021年） - ゆず役
- 酒癖50 第4話（2021年8月6日、Abema配信開始）
- 孤独のおそうじ時間（2021年11月1日、Amazonプライム・ビデオ配信開始） - 亀子役
- 『魔進戦隊キラメイジャー』スピンオフ作品 ヨドンナ3 ヨドンナのバレンタイン（2023年3月5日、東映特撮ファンクラブ） - 和香 役[22]

### テレビバラエティなど
- 第97回全国高校野球選手権 東・西東京大会ダイジェスト（2015年、J:COM） - メインMC
- ワイドナショー（2015年8月16日、フジテレビ） - ワイドナ高校生として出演[5]
- この差って何ですか?（2018年10月23日、TBS）
- ヒルナンデス!（2019年3月29日、日本テレビ）
- 日立 世界ふしぎ発見!（TBS）
  - 1652回「美ゥーティーの宝庫！　憧れのアドリア海・クロアチア大縦断」（2022年10月29日） - ミステリーハンター
  - 1662回「海・山・氷・風 パタゴニア超絶景スペシャル　世界の最果てふしぎ発見！」（2023年2月4日） - ミステリーハンター
  - 1672回「ブータン横断大冒険」（2023年5月27日） - ミステリーハンター

### ウェブテレビ
- 日テレ 新ショート動画配信サービス「テレビバ」（2018年11月）[23][24]
- 劇団さまぁ～ず（2019年1月23日、2月20日、4月24日、5月1日、GYAO!） - 鬼F役
- Jリーグキックオフカンファレンス（2019年2月14日、DAZN） - アシスタントMC
- Jゾーンプラス（2019年2月24日、DAZN）
- 7.2新しい別の窓 #12（2019年3月3日[15]、AbemaTV）
- 内田篤人のFOOTBALL TIME（2020年、2021年、DAZN)-ゲスト
- DAZNやべっちスタジアムチャンネル  岳登ロッカールーム(2021年）YouTube配信 [25]
- SONYサポート公式YouTube(2021年〜）[26]
- EA Sports FIFAシリーズ FIFAモバイル公式生放送（2021年〜）FIFAモバイル公認プレイヤー[27]

### ラジオ
- 横浜FC HAMA BLUE TIME!（2017年6月 - 11月30日、FMヨコハマ）[11]
- InterFM897「レック (企業)クリンぱっ！presents 佐藤満春のジャマしないラジオ」(2021年12月24日）-ゲスト

### 映画
- 博徒決死隊（2005年） - 妹 役
- ECHOES（2015年、ハンブルク日本映画祭出品作） - 超能力者マコト 役（主演）[5]
- 流れ星が消えないうちに（2015年11月21日、アークエンタテインメント）[3]
- 死臭 つぐのひ異譚（2015年） - 内田美由紀 役
- 花火（2016年）[28]
- Mystory〜誰にでも可能性がある〜（2016年） - 咲 役
- 咲-Saki-（2017年2月3日、プレシディオ） - 上柿恵 役
- 石川県PRショートドラマ「芸妓さんになりたいんや」（2017年）
- リンキング・ラブ（2017年10月28日） - 林田サチ江 役[3][29]
- パーフェクトワールド 君といる奇跡（2018年10月5日）
- 波乗りオフィスへようこそ（2019年4月5日） - 藤沢弥生 役[30]
- 午前0時、キスしに来てよ（2019年12月6日）
- あらののはて（2020年8月21日）マリア役　門真国際映画祭助演女優賞、最優秀作品賞受賞[31]
- Phantom Pain（2022年3月25日） - 山口紗栄子（現実）／サエコ（アバター） 役

### 短編映画
- その瞬間、僕は泣きたくなった-CINEMA FIGHTERS project-「魔女に焦がれて」（2019年11月8日）
- SHINPA在宅映画製作[32]「リモートフィクションガール[33]」アベラヒデノブ監督（2020年）
- 「たまには、大きな声で」柴山健次監督（2020年）
- I AM I（2021年）主演・生田ソラ役

### 舞台
- アンナ・カレーニナ（2006年 - 、東宝芸能） - セリョージャ 役（夏目卓実とのダブルキャスト）
- フェストオペラ（2007年、イクスピアリ） - 少女 役（柴本優澄美とのダブルキャスト）
- モーツァルト!（2007年11月19日 - 12月25日、帝国劇場） - アマデ 役
- 今井ゆうぞう ファンタジー・ストーリーズ（2008年、ファミリーミュージカル） - 少女ユウ 役
- 劇団さまぁ～ず（2019年1月23日、2月20日、4月24日、5月1日、GYAO!） - 鬼F役

### CM
- エポック社 ハムハムぴたりんちゅ/とっとこ占いハウス
- プロアクティブ （2013年）[4]
- 東洋ゴム工業「AC Milan in Japanimation」（2017年12月）[11]シュートする女子高生役[34]
- KLabGames キャプテン翼 ～たたかえドリームチーム～ （2018年）[35]
- ソフトバンク ♯サンキューパスキャンペーン（2018年3月）[14]
- Visaカードタッチ決済（2019年）
- Arithmer株式会社 デジタルサイネージ（2019年）
- DCMホールディングス クリップ付き伸縮ワイパー 店頭動画（2021年）
- ゼンショー はま寿司（2024年11月）[36]

### PV
- Little Glee Monster「ギュッと」（2018年3月、Sony Music Entertainment）友人 役[34]

### イベントステージ
- 東京ゲームショウ2018・KLabGamesブース（2018年9月20日、幕張メッセ）[37]